# Ганнівка (Лісненський старостинський округ)
Га́ннівка — село Бородінської селищної громади, у Болградському районі Одеської області України. Населення становить 653 особи.

## Історія
12 червня 2020 року, відповідно до Розпорядження Кабінету Міністрів України від № 724-р «Про визначення адміністративних центрів та затвердження територій територіальних громад Одеської області», увійшло до складу Бородінської селищної територіальної громади.
19 липня 2020 року, в результаті адміністративно-територіальної реформи і ліквідації Тарутинського району, село увійшло до складу новоутвореного Болградського району.

## Населення
Згідно з переписом УРСР 1989 року чисельність наявного населення села становила 635 осіб, з яких 276 чоловіків та 359 жінок.
За переписом населення України 2001 року в селі мешкали 652 особи.

### Мова
Розподіл населення за рідною мовою за даними перепису 2001 року:
| Мова       | Відсоток |
| ---------- | -------- |
| російська  | 54,67 %  |
| молдовська | 37,37 %  |
| болгарська | 2,91 %   |
| гагаузька  | 2,76 %   |
| українська | 2,30 %   |

## Уродженці
- Челомбітко Ігор Васильович — Народний депутат України 4-го скликання.